# ایوان موزائیک
ایوان موزائیک از بناهای شهر باستانی بیشاپور است که در شهرستان کازرون قرار دارد. این بنا در سده سوم میلادی به‌دستور شاپور یکم، پادشاه ساسانی ساخته شد. ایوان موزائیک در سال ۱۳۱۰ به‌عنوان یکی از نخستین آثار ملی ایران به ثبت رسید. این سازه همچنین به‌عنوان بخشی از مجموعهٔ بیشاپور در فهرست میراث جهانی به ثبت رسیده است.

## موقعیت جغرافیایی
ایوان موزائیک در انتهای دالان شرقی و غربی تالار تشریفات و همجوار با آتشکدهٔ بزرگ در شمال شرقی شهر باستانی بیشاپور، از پایتخت‌های شاهنشاهی ساسانی در ۱۵ کیلومتری غرب کازرون واقع شده‌است.

## تاریخچه و کاربری
ایوان موزائیک در نیمه دوم سدهٔ سوم میلادی به دستور شاپور یکم، پادشاه ساسانی در شهر بیشاپور ساخته شد. این ایوان جایگاه اختصاصی و اندرونی شاپور ساسانی بوده است.
نخستین کاوشگر این بنا، رومن گیرشمن، باستان‌شناس فرانسوی بود که در کتاب هنر ایران در دوران پارتی و ساسانی به توصیف موزائیک‌ها پرداخت. در عملیات کاوشی که از سال ۱۳۵۳ به‌ سرپرستی علی‌اکبر سرافراز، باستان‌شناس ایرانی در شهر بیشاپور صورت گرفت، آواربر‌داری از ایوان موزائیک و محوطهٔ آن انجام شد.

## معماری
این بنا به‌صورت دو ایوان که در جهت عکس یکدیگر قرار گرفته و دارای طاق‌های هلالی‌شکل و تزئیات گچ‌بری و رنگ‌آمیزی‌شده بوده، ساخته‌شده‌است. کف ایوان‌ها با نوعی قالی موزائیکی با طرح‌ها و نقوش انسانی و گیاهی تزئین شده بوده‌اند.
سطوح جانبی ایوان‌ها را با گچ‌بری‌های ستون‌نما که روی آن‌ها رنگ‌های سرخ و حاشیه‌های سیاه و نوارهای آبی‌رنگ نقاشی شده بود، پوشانده‌اند.
ایوان موزائیک غربی نمونه‌ای از شاهکار هنر معماری و طرح‌های تزئینی دورهٔ ساسانی است که مشرف به حیاطی مستطیلی‌شکل است. این حیاط نزدیک به ۳۳ متر طول و ۲۰ متر  پهنا دارد و علاوه بر شبه‌ستونهای تزئینی، خود حیاط نیز با موزائیک‌های منقوش به شکل گل و گیاه و تصاویر ظریف آراسته شده بوده و یک ردیف سنگ سیاه به صورت بوم و زمینه در جهت هماهنگی و تناسب با این تزئینات و نقوش به کار رفته‌است.
موضوع نقوش موزائیک‌ها شامل نقش زن تاج‌باف، نقش زن نوازنده (چنگ‌نواز) و نقوش گیاهی و انسانی‌است. این نقوش را بر روی ملات اصلی  در کف محل مورد نظر گسترانده و با سنگ‌های رنگین کوچک به ابعاد مشخص روی ملات می‌نشانند که به صورت فرش موزائیکی تجلی می‌نموده‌است.

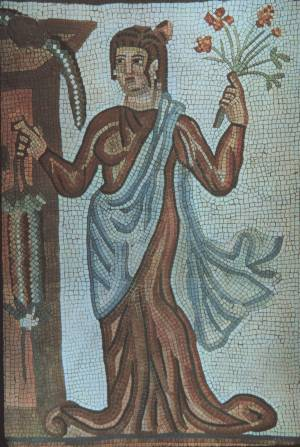
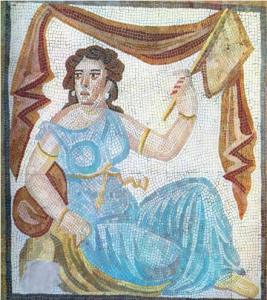
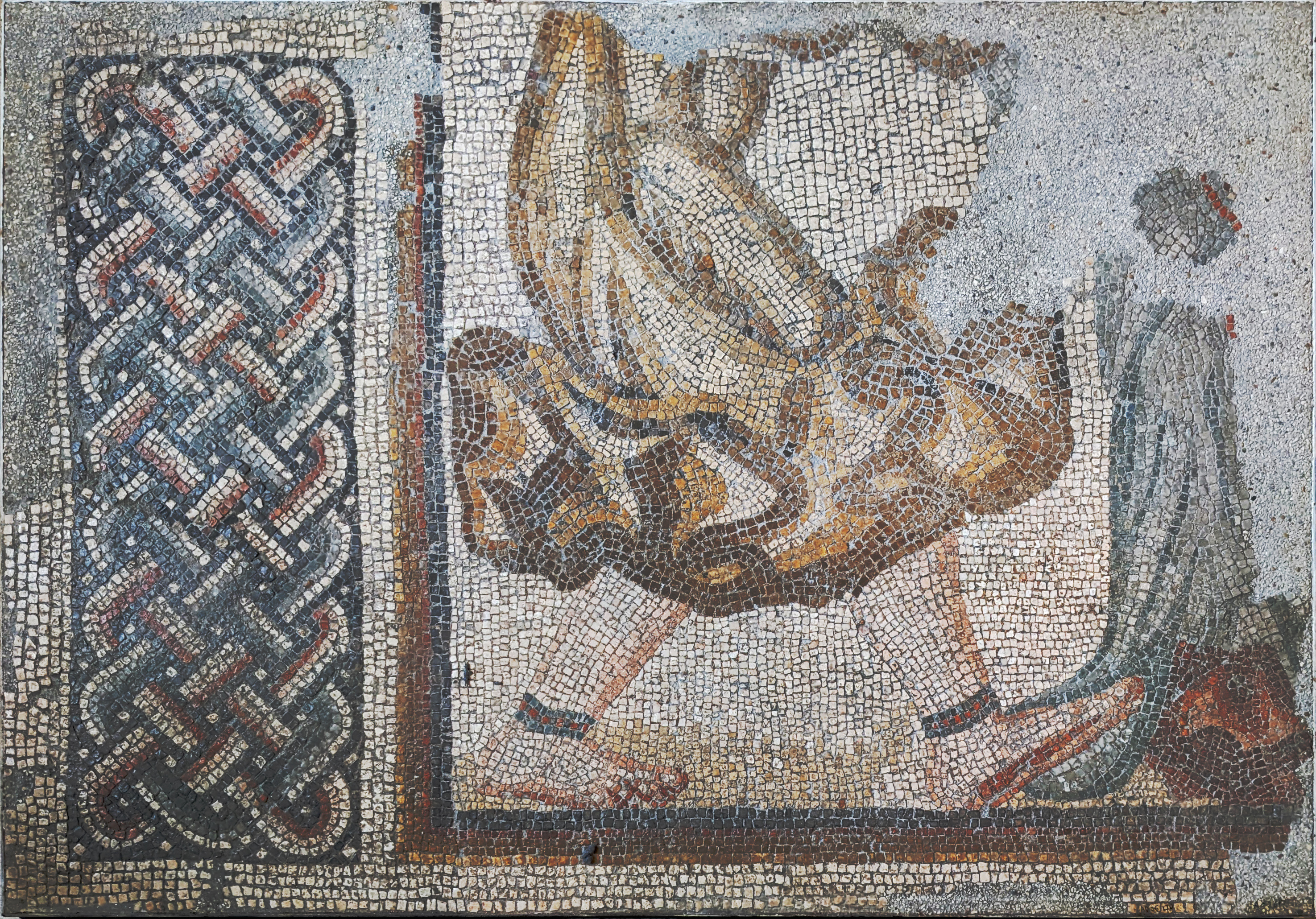
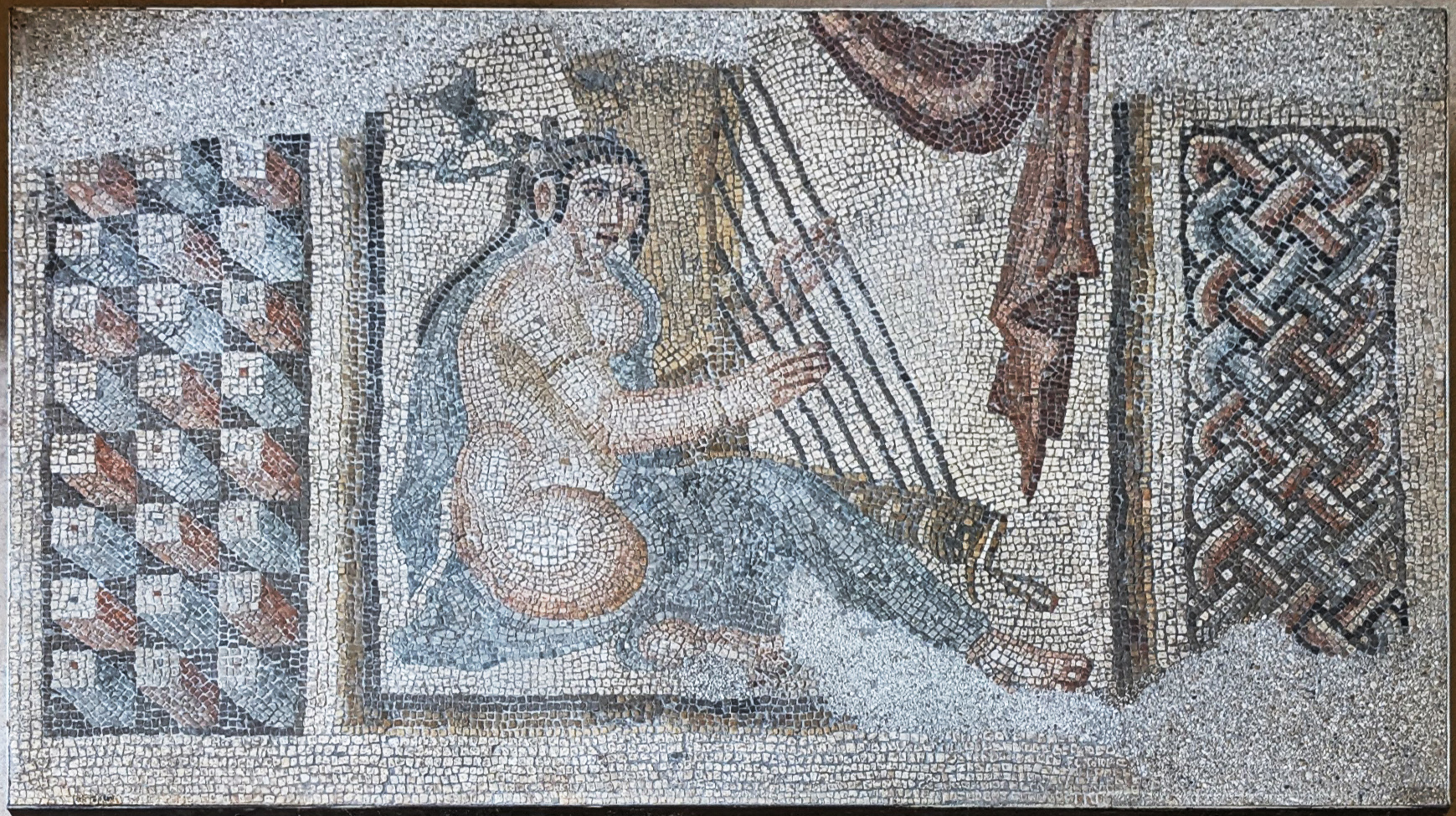